# Fascículo uncinado
O fascículo uncinado é um trato de associação da substância branca no cérebro humano que conecta partes do sistema límbico, como o hipocampo e a amígdala no lobo temporal, com os frontais, como o córtex orbitofrontal. Apesar da sua função ser desconhecida, ela é afetada em várias condições psiquiátricas. É o último trato da substância branca a amadurecer no cérebro humano.

## Anatomia
O fascículo uncinado é um feixe em forma de gancho que liga as porções anteriores do lobo temporal com o giro frontal inferior e as superfícies inferiores do lobo frontal. Ele faz isso surgindo lateralmente à amígdala e ao hipocampo no lobo temporal, curvando-se em uma trajetória ascendente atrás da cápsula externa para dentro do córtex insular e continuando até a parte posterior do giro orbital.
O comprimento médio do fascículo uncinado é de 45 milímetro (mm) com um intervalo de 40 a 49 mm. Por sua vez, seu volume em adultos é de 1425,9 ± 138,6 milímetros cúbicos, sendo ligeiramente maior nos homens (1504,3 ± 150,4) do que nas mulheres (1378,5 ± 107,4).
Tem três partes: uma extensão ventral ou frontal, um segmento intermediário chamado isthmus ou segmento insular e um segmento temporal ou dorsal.

## Função
A função do fascículo uncinado não é conhecida, embora tradicionalmente seja considerada parte do sistema límbico.
A imagem de tensor de difusão, um modelo de reconstrução disponível a partir de uma ressonância magnética de difusão, mostra uma anisotropia fracionada maior no lado esquerdo do que no direito. A diferença nesta medida de anisotropia tem sido associada à especialização hemisférica esquerda para a linguagem.. No entanto, o uso de estimulação elétrica cerebral sobre ele não atrapalha a linguagem, sugerindo que ela pode não estar envolvida na linguagem, embora seja possível que essa interrupção não tenha acontecido porque foi funcionalmente compensada por vias alternativas.
A capacidade de autoconsciência autonômica que está revivendo os eventos anteriores como parte do passado como entidade contínua ao longo do tempo tem sido associada ao fascículo uncinado direito como tem proficiência em memória verbal-auditiva e memória declarativa à integridade do fascículo uncinado esquerdo.

## Desenvolvimento
O fascículo uncinado tem o mais longo período de desenvolvimento em termos de anisotropia fracionária, já que sozinho entre as principais faixas de fibras brancas continua a se desenvolver além dos 30 anos de idade.
Aparenta ser vulnerável em termos de desenvolvimento. Em homens de 12 anos de idade que eram prematuros, anormalidades medidas por anisotropia fracionada no uncinado anterior esquerdo correlacionaram-se com o QI verbal, o QI em escala total e os pontos revisados pelo Teste Vocabulário de Imagens Peabody (Peabody Picture Vocabulary Test-Revised). Em crianças de 10 anos de idade que sofreram privação socioemocional, o fascículo uncinado esquerdo mostra redução da anisotropia fracionada em comparação com outras crianças, e isso pode estar por trás de suas dificuldades cognitivas, sócio emocionais e comportamentais.

## Significado clínico
Anormalidades nos feixes de fibras do fascículo uncinado associado a ansiedade social, doença de Alzheimer, transtorno bipolar, e depressão em idosos que já estiveram presentes na adolescência ou no início da idade adulta.
Tais anormalidades também se ligam a esquizofrenia. Naqueles com transtorno de personalidade esquizotípica, a anisotropia fracionada reduzida no fascículo uncinado direito associa traços de personalidade e sintomas clínicos de ideias de referência, suspeita, afeto restrito, extroversão reduzida e ansiedade social, enquanto aqueles do lado esquerdo associam inteligência geral, verbal e memória visual e desempenho executivo. A maior anisotropia fracionada à esquerda do que a direita do fascículo uncinado está ausente naqueles com esquizofrenia.
Em 2009, foi implicado em psicopatia — indivíduos com uma pontuação alta na Lista de Verificação de Psicopatia e uma história associada de comportamento violento pareciam ter anormalidades nela.